# Allium pendulinum
Allium pendulinum är en amaryllisväxtart som beskrevs av Michele Tenore. Allium pendulinum ingår i släktet lökar, och familjen amaryllisväxter. IUCN kategoriserar arten globalt som otillräckligt studerad. Inga underarter finns listade i Catalogue of Life.

## Bildgalleri

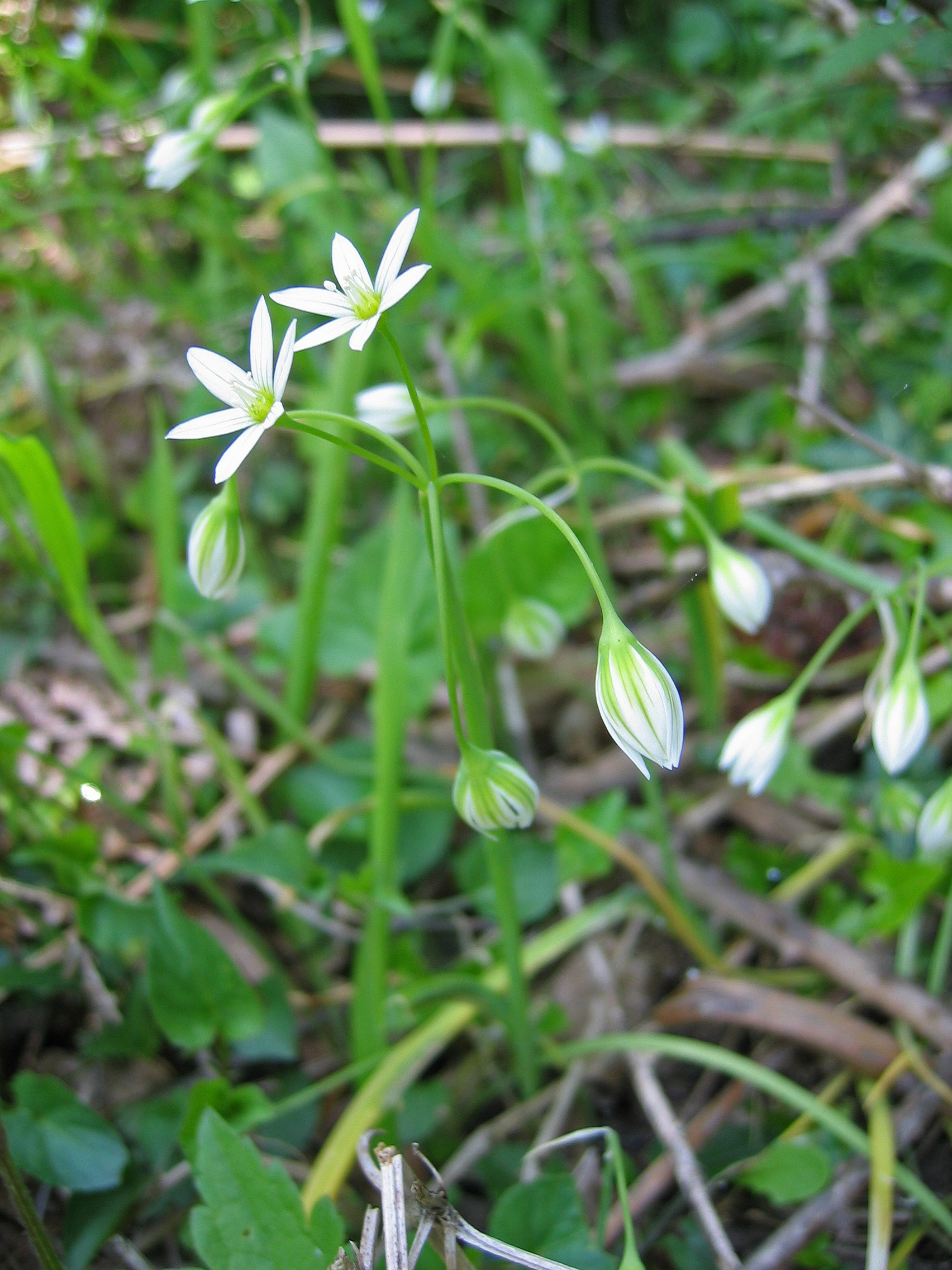